# 隆崇院 (品川区)
隆崇院（りゅうそういん）は、東京都品川区にある浄土宗の寺院。

## 概要
1669年（寛文9年）、信誉良阿によって開山された。甲府藩藩主徳川綱重の正室隆崇院の菩提を弔うために創建された。当初は増上寺の塔頭であったが、1904年（明治37年）に現在地に移転した。
本堂は1962年（昭和37年）に竣工されたもので、日本画家の伊東深水と弟子たちによって描かれた天井画がある。深水の妻の七回忌供養として描かれたもので、香の煙害対策のため、紙や絵具には特殊な工夫がされているという。

## 墓所
- 伊東深水（日本画家）父子
- 古家豊吉（日本初の西洋椅子の製作者）

## 交通アクセス
- 白金台駅より徒歩6分。